# Joan Silber
Joan Silber (Millburn, 14 giugno 1945) è una scrittrice statunitense.

## Biografia
Nata a Millburn nel 1945 dal dentista Samuel Silber e dall'insegnante Dorothy Arlein, vive e lavora a New York.
Dopo un B.A. conseguito al Sarah Lawrence College nel 1967, ha ottenuto un M.A. all'Università di New York nel 1979.
L'anno successivo ha esordito nella narrativa con il romanzo Household Words aggiudicandosi il Premio PEN/Hemingway dedicato alla miglior opera prima.
Autrice di altri 4 romanzi e di 3 raccolte di racconti ha ottenuto numerosi riconoscimenti venendo spesso paragonata alla collega canadese Alice Munro.

## Opere

### Romanzi
- Household Words (1980)
- In the City (1987)
- Lucky Us (2001)
- The Size of the World (2008)
- Tutte le conseguenze (Improvement, 2017), Roma, 66thand2nd, 2021 traduzione di Emilia Benghi ISBN 978-88-329-7165-1.
- Secrets of Happiness (2021)

### Raccolte di racconti
- In My Other Life (2000)
- Un’idea di paradiso (Ideas of Heaven: A Ring of Stories, 2004), Roma, 66thand2nd, 2022 traduzione di Emilia Benghi ISBN 978-88-329-7233-7.
- Fools (2013)

## Premi e riconoscimenti
- Premio PEN/Hemingway: 1981 vincitrice con Household Words
- National Book Award per la narrativa: 2004 finalista con Ideas of Heaven: A Ring of Stories e 2013 nella longlist con Fools[7]
- National Book Critics Circle Award: 2017 vincitrice nella sezione "Narrativa" con Tutte le conseguenze[8]
- Premio PEN/Malamud: 2018[9]
- Premio PEN/Faulkner per la narrativa: 2018 vincitrice con Tutte le conseguenze[10]